# Срчна дама
„Срчна дама” је словеначки филм из 1991. године. Режирао га је Борис Јурјашевић а сценарио су написали Јоже Долмарк, Здравко Душа, Стојан Пелко и Зденко Врдловец.

## Радња
На почетку је била игра са картама али пораз , страшан пораз  ... Френк има тридесет година. Сваке вечери се враћа са посла из штампарије, са  часописом у рукама. Кући га очекује жалостни, тихи поглед његове жене Палме и светле очи кћерке Пије, које жељно очекују прављицу. Све се мења кад се Френк упусти у криминал, када се у појаве  непознати мушкарци.  УвераваЈУ  Френка да поново подлеже квартопирству. На среди је игра са картама и прављица поново узвраћена: Корзика постаје тајанствени оток, на којем живи Френк и његова дјевојка Пија, старији фотограф Пиеро и морска дјевојка Мишел. Том погледу не могу побећи. Али ће прављица поново прерасти у криминал?

## Улоге
| Глумац                  | Улога          |
| ----------------------- | -------------- |
| Светозар Цветковић      | Френк          |
| Мустафа Надаревић       | Борис          |
| Радко Полич             | Лаки           |
| Владислава Милосављевић | Палма          |
| Ивица Пајер             | Пјеро          |
| Ивана Крефт             | Пиа            |
| Гојмир Лесњак           | Марјан         |
| Мајда Потокар           | Госпођа Кмецел |
| Норберт Антонини        |                |
| Иво Бан                 | Винко          |
| Фарук Беголи            | Азем           |

Остале улоге ▼
| Глумац        | Улога          |
| ------------- | -------------- |
| Јанез Хочевар | Лојз           |
| Петре Николов | Димче          |
| Метод Певец   | Метод          |
| Лучка Почкај  | Власник бутика |
| Тања Рибич    | Стјуардеса     |
| Виолета Томић | Соња           |
| Јанез Врховец | Иван           |